# Melissa van Marcianopolis
Sint Melissa, ook bekend als Melitine van Marcianopolis (volgens traditie, 126–157), was een maagd en martelares die werd gewijd binnen het vroege christendom. Zij wordt vereerd als heilige of herdacht als geloofsgetuige in zowel de Rooms-Katholieke Kerk als de Orthodoxe Kerk. Haar feestdag wordt gevierd op 16 september.

## Geschiedenis
" Sommige hedendaagse kerkelijke schrijvers beweren dat zij een fictief personage is, afkomstig uit een fictief werk en verward met de geschiedenis. » 
Melissa was een vrome christen die in Marcianopolis woonde en als missionaris vanuit verre landen was uitgezonden om de regio Thracië te evangeliseren tijdens de regeerperiode van keizer Antoninus Pius (138–161). In die tijd was de gouverneur van de provincie Antiochus, een beruchte vervolger van christenen. Nadat hij op de hoogte was gebracht van Melissa’s standvastige geloof en haar missionaire activiteit — wier vurige prediking vele heidenen tot het christendom bekeerde — gaf Antiochus bevel tot haar onmiddellijke arrestatie, daar hij haar beschouwde als een bedreiging voor de religieuze en politieke orde die door de verering van de Romeinse goden was ingesteld. 
Begiftigd door de Heer met de gave van wonderen, vernietigde de heilige Melissa door haar gebeden de afgodsbeelden van de heidense goden Apollo en Herakles, wat schandaal veroorzaakte onder de heidenen en de woede van de gouverneur nog verder aanwakkerde. Geconfronteerd met Melissa’s hardnekkige weigering om de heidense goden te aanbidden, beval Antiochus dat zij werd toevertrouwd aan zijn echtgenote en een groep invloedrijke vrouwen, in de hoop haar — door middel van vleierij, comfort en emotionele overreding — ertoe te brengen haar geloof te verloochenen.

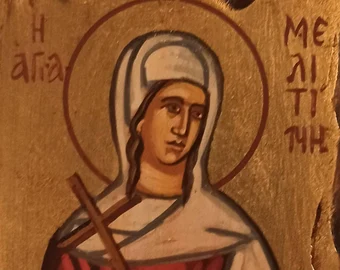
Byzantijns icoon uit de 19e eeuw van Sint-Melissa in de kerk van Sint-Melitina op Lemnos

De poging mislukte echter. De heilige Melissa verzette zich niet alleen tegen alle vormen van manipulatie, maar bekeerde ook de vrouw van Antiochus tot het christendom, evenals verschillende andere vrouwen met een heidense achtergrond. Degene die verantwoordelijk was geweest voor het afkeren van Melissa van afgoderij, werd zelf getransformeerd door de waarheid van het Evangelie en werd een discipel van Jezus Christus . De twee vrouwen begonnen in het geheim te werken voor het christelijk geloof, evangeliseerden en bekeerden andere heidenen, allemaal onder de constante dreiging van vervolging . 

Onofficieel devotioneel beeld van de heilige Melissa met haar attributen, knielend in devotie voor de troon waarop de Maagd Maria en het Kind Jezus zitten.

## Martelaarschap
TToen Antiochus ontdekte dat zijn vrouw zich tot het christendom had bekeerd, ontstak hij in woede. Hij beschouwde deze gebeurtenis als een belediging van zijn gezag en een directe bedreiging voor de keizerlijke orde, en beval hun onmiddellijke executie. Zo werden de heilige Melissa en de vrouw van de gouverneur onthoofd, waarmee zij hun geloofsgetuigenis met de marteldood bezegelden. Melissa marcheerde met onwrikbare moed de dood tegemoet, zoals men naar de glorie marcheert, en ontving de eeuwige kroon die is weggelegd voor de heilige martelaren.

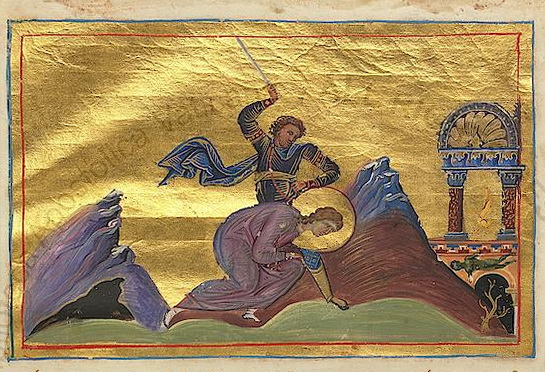
Martelaarschap van Sint Melissa, in de Menologie van Basilius II, 10e eeuw

Enige tijd later vernam een Macedonische christen genaamd Acacius, die op weg naar zijn vaderland door Marcianopolis reisde, dat de heilige relikwieën van de heilige Melissa nog onbegraven waren. Bewogen door vroomheid en ijver benaderde hij de gouverneur en vroeg toestemming om het lichaam van de heilige mee te nemen, met de bedoeling het met waardigheid in zijn eigen streek te begraven. Antiochus, die zijn ware bedoelingen niet doorzag, verleende hem deze toestemming. 
Acacius plaatste de resten van Sint Melissa zorgvuldig in een kist en vertrok onmiddellijk per schip. Tijdens de reis werd hij echter ernstig ziek en overleed. Het schip waarop hij reisde meerde aan bij een landtong op het eiland Limnos. Daar begroeven zijn medereizigers, uit eerbied voor de wens van de overledene, de relikwieën van de heilige martelares. Acacius zelf, die zoveel liefde en respect had getoond voor de martelaren van Christus, werd begraven naast het graf van Sint Melissa.

Zo blijft de herinnering aan de heilige martelaren Melissa en Acacius in de christelijke traditie voortbestaan als een voorbeeld van trouw, apostolische ijver en onwankelbare toewijding. Hun verhaal illustreert niet alleen de triomf van het geloof te midden van vervolging, maar ook de kracht van de waarheid van het evangelie om harten te transformeren, zelfs binnen de heidense machtsstructuren van het Romeinse Rijk. 
1. ↑  (pt) História de Santa Melissa - Santos e Ícones Católicos - Cruz Terra Santa. cruzterrasanta.com.br. Geraadpleegd op 19 juli 2025.
2. ↑  Martyr Melitinḗ of Marcianopolis. www.oca.org. Geraadpleegd op 19 juli 2025.
3. ↑  (en) Online, Catholic, St. Melitina - Saints & Angels. Catholic Online. Geraadpleegd op 19 juli 2025.
4. ↑  Brandt, Veronica, September 15. Roman Martyrology. Geraadpleegd op 19 juli 2025.
5. ↑  Martyr | Bibliotheca Hagiographica Arabica. bha.uob-dh.org. Geraadpleegd op 19 juli 2025.

Sjabloon:Liens
- , Église orthodoxe en Amérique
- , Le Martyrologe Romain (1914)
- , Histoire de l’Église en six livres » par Évagre (Evagrius Scholasticus) Portaal christianisme